# Kornelis Jacobus Huineman

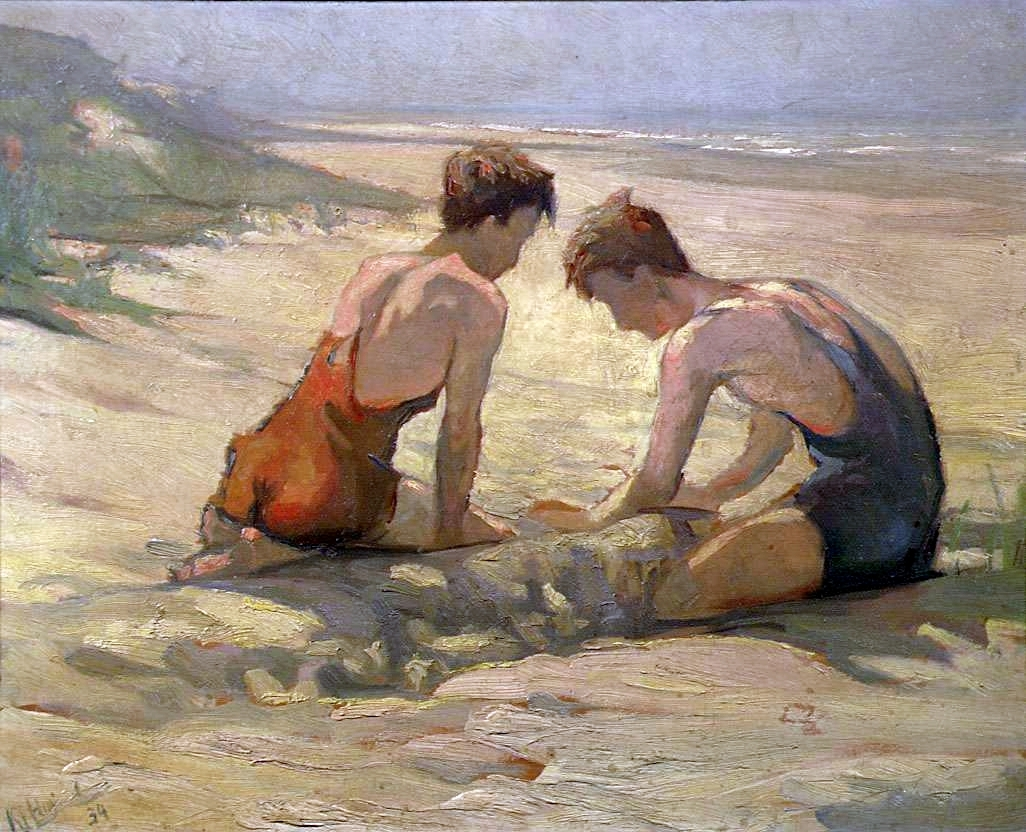
Twee jongens aan het strand Collectie: Zeeuws maritiem muZEEum.

Kornelis Jacobus Huineman (Terneuzen, 24 augustus 1886 - aldaar, 23 augustus 1952) was een Nederlands kunstschilder.
Huineman was vanaf 1912 deurwaarder in Terneuzen als opvolger van zijn vader Arnoldus Huineman. In zijn vrije tijd schilderde hij. Hij nam les bij Jan Toorop. Omdat hij die te autoritair vond nam hij lange tijd les bij Gerard Jacobs in Vlissingen en werd lid van Kunstkring het Zuiden. De invloed van Jacobs in kleurgebruik en thema's is duidelijk in het werk van Huineman aan te wijzen. Huineman had echter genoeg talent om een eigen stijl van het Scheldeluminisme te ontwikkelen.
Hij ontwierp het oorlogsmonument in Terneuzen, dat door beeldhouwer Pieter Starreveld werd uitgevoerd en in 1950 werd onthuld.